# Шоу, Джордж
Джордж Шоу (англ. George Shaw; 10 декабря 1751 года — 22 июля 1813) — английский ботаник и зоолог.

## Биография
Шоу родился в Биэртоне, Бакингемшир, и получил медицинское образование в Магдален-холле (Оксфордский университет), окончив его в 1772 году. После окончания университета некоторое время вёл врачебную практику, а в 1786 году стал ассистентом лектора по ботанике в Оксфордском университете. Член Королевского общества с 1789 года.
В 1791 году Шоу стал помощником хранителя отдела естественных наук в Британском музее, а с 1806 года и до своей кончины — хранителем. Проведя инвентаризацию своего отдела, Шоу обнаружил, что большая часть предметов, подаренных музею натуралистом Гансом Слоаном, находится в очень плохом состоянии. В связи с этим медицинский и анатомический материал из Британского музея был передан в музей Королевской коллегии хирургов Англии, но многие из чучел животных и птиц не могли быть восстановлены и были сожжены. После смерти Шоу должность хранителя занял его помощник Карл Кёниг.

## Основные труды
- Zoology of New Holland (1794)
- Museum Leverianum (1792—1796)
- General Zoology (1800—1812)
- The Naturalist’s Miscellany (1789—1813)